# Глухарёв, Вячеслав Дмитриевич
Вячеслав Дмитриевич Глухарёв — советский хозяйственный деятель.

## Биография
Родился в 1910 году в Подольске. Член КПСС.
Окончил Подольский индустриальный техникум, вечернее отделение Станкина.
В 1930—1936 гг. — красноармеец, офицер РККА.
В 1936—1946 гг. — техник, помощник начальника цеха, начальник производственного отдела, в 1946—1949 гг. — заместитель директора Московского станкостроительного завода имени Орджоникидзе.
В 1949—1955 гг. — директор Московского завода шлифовальных станков.
В 1954—1955 гг. — начальник производственного управления Минстанкопрома СССР.
В 1955—1960 гг. — директор Новосибирского завода «Тяжстанкогидропресс» имени А. И. Ефремова.
В 1960—1965 гг. — начальник Главного управления общего машиностроения, начальник Главного управления станкоинструментальной промышленности и искусственных алмазов ВСНХ, СНХ РСФСР.
В 1965—1976 гг. — начальник Главного управления по производству тяжелых и уникальных станков Минстанкопрома СССР.
В 1976—1981 гг. — начальник ВПО «Союзтяжстанкопром».
Умер в 1981 году в Москве.

## Награды
- Орден Ленина
- Орден Октябрьской Революции
- Орден Трудового Красного Знамени (1942, 1966, 25.08.1971)
- Орден Знак Почёта